# Чемпіонат світу з легкої атлетики серед юніорів 1988
Чемпіонат світу з легкої атлетики серед юніорів 1988 був проведений 27-31 липня в Садбері на стадіоні Лаврентійського університету.

## Призери

### Юніори
| Дисципліни                | Золото                                                       | Золото   | Срібло                                                                            | Срібло   | Бронза                                                                         | Бронза   |
| ------------------------- | ------------------------------------------------------------ | -------- | --------------------------------------------------------------------------------- | -------- | ------------------------------------------------------------------------------ | -------- |
| 100 метрів                | Андре Кейсон США                                             | 10,22    | Свен Маттес НДР                                                                   | 10,28    | Олександр Шличков СРСР                                                         | 10,37    |
| 200 метрів                | Кевін Браунскілл США                                         | 20,87    | Олападе Аденікен Нігерія                                                          | 20,88    | Дмитро Бартенєв СРСР                                                           | 20,92    |
| 400 метрів                | Томаш Єдрусик Польща                                         | 46,19    | Стів Перрі Австралія                                                              | 46,74    | Ентоні Езьюка Нігерія                                                          | 46,81    |
| 800 метрів                | Джона Бірір Кенія                                            | 1.50,03  | Кевін Маккей Велика Британія                                                      | 1.50,79  | Мелфорд Гомела Зімбабве                                                        | 1.51,34  |
| 1500 метрів               | Вілфред Кірочі Кенія                                         | 3.46,52  | Нуреддін Морселі Алжир                                                            | 3.46,93  | Фермін Качо Іспанія                                                            | 3.47,31  |
| 5000 метрів               | Генрі Кіруї Кенія                                            | 13.54,29 | Мохамед Шумассі Марокко                                                           | 13.54,36 | Аддіс Абебе Ефіопія                                                            | 13.58,08 |
| 10000 метрів              | Аддіс Абебе Ефіопія                                          | 28.42,13 | Беділу Кібрет Ефіопія                                                             | 28.48,55 | Джеймс Сонгок Кенія                                                            | 28.50,42 |
| 20 кілометрів (шосе)      | Метаферія Зелеке Ефіопія                                     | 59.27    | Томас Осано Кенія                                                                 | 1:00.14  | Абель Гісемба Кенія                                                            | 1:00.36  |
| 110 метрів з бар'єрами    | Рейнальдо Кінтеро Куба                                       | 13,71    | Стів Браун США                                                                    | 13,73    | Елберт Елліс США                                                               | 13,78    |
| 400 метрів з бар'єрами    | Келлі Картер США                                             | 49,50    | Мугур Матеєску Румунія                                                            | 50,70    | Вадим Задойнов СРСР                                                            | 50,88    |
| 3000 метрів з перешкодами | Вільям Чемітеї Кенія                                         | 8.41,61  | Меттью Бірір Кенія                                                                | 8.44,54  | Арто Куусісто Фінляндія                                                        | 8.46,42  |
| 4×100 метрів              | СШАКевін Браунскілл Квінсі Воттс Андре Кейсон Терренс Воррен | 39,27    | НігеріяАбдулла Тетенгі Девідсон Езінва Віктор Нванкво Олападе Аденікен            | 39,66    | Велика БританіяКортні Рамболт Ллойд Степлтон Даррен Брейтвейт Джеймі Гендерсон | 40,06    |
| 4×400 метрів              | СШАДжессі Карр Кріс Нелломс Джером Вільямс Ральф Каррінгтон  | 3.05,09  | АвстраліяЕнтоні Раян Марк Гарнер Дін Капоб'янко Стів Перрі Даррен Едмундс (забіг) | 3.07,60  | ЯмайкаМайкл Роуз Кері Джонсон Ентоні Прайс Денієл Інгленд                      | 3.08,00  |
| Ходьба 10000 метрів       | Альберто Крус Мексика                                        | 41.16,11 | Валенті Массана Іспанія                                                           | 41.33,95 | Михайло Хмельницький СРСР                                                      | 41.38,86 |
| Стрибки у висоту          | Артур Партика Польща                                         | 2,28     | Ламброс Папакостас Греція                                                         | 2,25     | Пак Че Хон Південна КореяЯрослав Котевич Польща                                | 2,22     |
| Стрибки з жердиною        | Іштван Бадьюла Угорщина                                      | 5,65     | Максим Тарасов СРСР                                                               | 5,60     | Андрій Грудинін СРСР                                                           | 5,30     |
| Стрибки у довжину         | Луїс Буено Куба                                              | 7,99     | Сауль Ізальге Куба                                                                | 7,78     | Най Хуей Фан Китайський Тайбей                                                 | 7,77     |
| Потрійний стрибок         | Володимир Меліхов СРСР                                       | 16,69    | Галін Георгієв Болгарія                                                           | 16,18    | Юджин Грін Багамські Острови                                                   | 16,16    |
| Штовхання ядра            | Олександр Клименко СРСР                                      | 18,92    | Майк Сталчі США                                                                   | 18,47    | Олександр Климов СРСР                                                          | 18,06    |
| Метання диска             | Андреас Зеліг НДР                                            | 58,60    | Кемі Кешмірі США                                                                  | 54,68    | Юрій Нестерець СРСР                                                            | 53,70    |
| Метання молота            | Вадим Колесник СРСР                                          | 69,52    | Олег Полюшик СРСР                                                                 | 69,00    | Томас Гоммель НДР                                                              | 66,06    |
| Метання списа             | Володимир Овчинніков СРСР                                    | 77,08    | Стівен Беклі Велика Британія                                                      | 75,40    | Єнс Райманн НДР                                                                | 71,64    |
| Десятиборство             | Міхаель Кенле ФРН                                            | 7729     | Роберт Змелік Чехословаччина                                                      | 7659     | Едуард Хямяляйнен СРСР                                                         | 7596     |

### Юніорки
| Дисципліни             | Золото                                                                                               | Золото   | Срібло                                                         | Срібло   | Бронза                                                             | Бронза   |
| ---------------------- | --- | -------- | -------------------------------------------------------------- | -------- | ------------------------------------------------------------------ | -------- |
| 100 метрів             | Діана Дітц НДР                                                                                       | 11,18    | Катрін Краббе НДР                                              | 11,23    | Лільяна Аллен Куба                                                 | 11,36    |
| 200 метрів             | Катрін Краббе НДР                                                                                    | 22,34    | Діана Дітц НДР                                                 | 22,88    | Лільяна Аллен Куба                                                 | 22,97    |
| 400 метрів             | Гріт Броєр НДР                                                                                       | 51,24    | Мейсел Мелоун США                                              | 52,23    | Ольга Мороз СРСР                                                   | 53,20    |
| 800 метрів             | Бірте Брюнс НДР                                                                                      | 2.00,67  | Каталіна Георгіу Румунія                                       | 2.01,96  | Дорота Бучковська Польща                                           | 2.02,94  |
| 1500 метрів            | Дойна Хомняк Румунія                                                                                 | 4.12,94  | Снежана Пайкич Югославія                                       | 4.16,19  | Іваонне ван дер Колк Нідерланди                                    | 4.16,35  |
| 3000 метрів            | Енн Мвангі Кенія                                                                                     | 9.13,99  | Фернанда Рібейру Португалія                                    | 9.15,33  | Івонне Ліхтенфельд НДР                                             | 9.16,02  |
| 10000 метрів           | Джейн Нгото Кенія                                                                                    | 33.49,45 | Ольга Назаркіна СРСР                                           | 33.50,03 | Моніка Гама Португалія                                             | 34.16,13 |
| 100 метрів з бар'єрами | Альюска Лопес Куба                                                                                   | 13,23    | Біргіт Вольф ФРН                                               | 13,51    | Жанна Гурбанова СРСР                                               | 13,63    |
| 400 метрів з бар'єрами | Антьє Аксманн НДР                                                                                    | 57,47    | Анн Манхоут Бельгія                                            | 57,58    | Сільвія Рігер ФРН                                                  | 57,88    |
| 4×100 метрів           | НДРГріт Броєр Катрін Краббе Діана Дітц Катрін Хенке                                                  | 43,48    | КубаЕусебія Рікельме Лільяна Аллен Альюска Лопес Ана Вальдівія | 44,04    | СШААнджела Бернем Кендра Маккі Френчі Голмс Естер Джонс            | 44,27    |
| 4×400 метрів           | НДРМануела Дерр Штефані Фаберт Анке Вельк Гріт Броєр Антьє Аксманн (забіг) Данієла Штайнекке (забіг) | 3.28,39  | СШАКейша Дімас Стефані Салім Кендра Маккі Тері Сміт            | 3.31,48  | СРСРТетяна Мовчан Вікторія Мілосердова Ольга Бурканова Ольга Мороз | 3.31,89  |
| Ходьба 5000 метрів     | Марі Крус Діас Іспанія                                                                               | 21.51,31 | Ольга Санчес Іспанія                                           | 21.58,17 | Марія Грація Орсані Італія                                         | 22.04,74 |
| Стрибки у висоту       | Галина Астафей Румунія                                                                               | 2,00     | Олена Єлесіна СРСР                                             | 1,96     | Карен Шольц НДР                                                    | 1,92     |
| Стрибки у довжину      | Фіона Мей Велика Британія                                                                            | 6,88     | Ану Кальюранд СРСР                                             | 6,78     | Джо Вайз Велика Британія                                           | 6,69     |
| Штовхання ядра         | Інес Віттіх НДР                                                                                      | 18,54    | Хайке Рерманн НДР                                              | 17,84    | Ельвіра Полякова СРСР                                              | 17,10    |
| Метання диска          | Ільке Вілудда НДР                                                                                    | 68,24    | Астрід Кумбернусс НДР                                          | 64,08    | Пролєтка Войчева Болгарія                                          | 58,94    |
| Метання списа          | Карен Форкель НДР                                                                                    | 61,44    | Ізель Лопес Куба                                               | 57,86    | Малгожата Кєльчевська Польща                                       | 57,04    |
| Семиборство            | Светла Димитрова Болгарія                                                                            | 6289     | Олена Петушкова СРСР                                           | 6102     | Пеггі Беєр НДР                                                     | 6067     |

## Медальний залік
| Місце               | Країна              | Золото | Срібло | Бронза | Загалом |
| ------------------- | ------------------- | ------ | ------ | ------ | ------- |
| 1                   | НДР                 | 11     | 5      | 5      | 21      |
| 2                   | Кенія               | 6      | 2      | 2      | 10      |
| 3                   | США                 | 5      | 5      | 2      | 12      |
| 4                   | СРСР                | 4      | 6      | 12     | 22      |
| 5                   | Куба                | 3      | 3      | 2      | 8       |
| 6                   | Румунія             | 2      | 2      | 0      | 4       |
| 7                   | Ефіопія             | 2      | 1      | 1      | 4       |
| 8                   | Польща              | 2      | 0      | 3      | 5       |
| 9                   | Велика Британія     | 1      | 2      | 2      | 5       |
| 10                  | Іспанія             | 1      | 2      | 1      | 4       |
| 11                  | Болгарія            | 1      | 1      | 1      | 3       |
| 11                  | ФРН                 | 1      | 1      | 1      | 3       |
| 13                  | Мексика             | 1      | 0      | 0      | 1       |
| 13                  | Угорщина            | 1      | 0      | 0      | 1       |
| 15                  | Нігерія             | 0      | 2      | 1      | 3       |
| 16                  | Австралія           | 0      | 2      | 0      | 2       |
| 17                  | Португалія          | 0      | 1      | 1      | 2       |
| 18                  | Югославія           | 0      | 1      | 0      | 1       |
| 18                  | Алжир               | 0      | 1      | 0      | 1       |
| 18                  | Бельгія             | 0      | 1      | 0      | 1       |
| 18                  | Греція              | 0      | 1      | 0      | 1       |
| 18                  | Марокко             | 0      | 1      | 0      | 1       |
| 18                  | Чехословаччина      | 0      | 1      | 0      | 1       |
| 24                  | Італія              | 0      | 0      | 1      | 1       |
| 24                  | Багамські Острови   | 0      | 0      | 1      | 1       |
| 24                  | Зімбабве            | 0      | 0      | 1      | 1       |
| 24                  | Китайський Тайбей   | 0      | 0      | 1      | 1       |
| 24                  | Нідерланди          | 0      | 0      | 1      | 1       |
| 24                  | Південна Корея      | 0      | 0      | 1      | 1       |
| 24                  | Фінляндія           | 0      | 0      | 1      | 1       |
| 24                  | Ямайка              | 0      | 0      | 1      | 1       |
| Загалом (31 збірна) | Загалом (31 збірна) | 41     | 41     | 42     | 124     |

## Українці на чемпіонаті
У складі збірної СРСР на чемпіонаті світу взяли участь 19 легкоатлетів, які представляли Українську РСР.
| Юніори (9) | Юніори (9)         | Юніори (9)   | Юніори (9)             |
| Місце      | Атлет              | Дисципліна   | Результат              |
| ---------- | ------------------ | ------------ | ---------------------- |
| 1          | Олександр Клименко | ядро         | 18,92                  |
| 1          | Вадим Колесник     | молот        | 69,52                  |
| 3          | Олександр Шличков  | 100 м        | 10,37                  |
| 3          | Юрій Нестерець     | диск         | 53,70                  |
|            | Володимир Білоконь | 110 м з/б    | 13,82w                 |
|            | Віталій Сидоров    | диск         | 53,00                  |
|            | Олександр Шличков  | 4×100 м      | 40,12 (39,83)[a]       |
|            | Валерій Чесак      | 20 км (шосе) | 1:02.03                |
|            | Юрій Осипенко      | потрійний    | 15,83 (15,93)[a]       |
|            | Віктор Карпенко    | 5000 м       | 14.25,78 (14.23,55)[a] |
|            | Віктор Карпенко    | 10000 м      | 30.21,96               |

| Юніорки (10) | Юніорки (10)                                   | Юніорки (10) | Юніорки (10)     |
| Місце        | Атлетка                                        | Дисципліна   | Результат        |
| ------------ | ---------------------------------------------- | ------------ | ---------------- |
| 3            | Ольга Мороз                                    | 400 м        | 53,20 (52,86)[a] |
| 3            | Ольга Мороз Вікторія Мілосердова Тетяна Мовчан | 4×400 м      | 3.31,89          |
|              | Вікторія Мілосердова                           | 400 м        | 53,64 (53,58)[a] |
|              | Алла Кохан                                     | диск         | 54,32            |
|              | Тетяна Луговська                               | диск         | 53,38            |
|              | Олена Павлова                                  | 400 м з/б    | 59,25 (59,23)[a] |
|              | Валерія Іванова                                | спис         | 43,30 (51,02)[a] |
| ф            | Анжела Головченко Жанна Тарнопольська          | 4×100 м      | DNF (44,64)[a]   |
| заб          | Наталія Воробйова                              | 1500 м       | 4.38,01          |

a  У дужках вказаний більш високий результат, що був показаний на попередній стадії змагань (у забігу чи кваліфікації).